# Jaromír Foretník
Jaromír Foretník (17. prosince 1914 Brumovice – 3. srpna 2006) byl československý válečný letec RAF (střelec a navigátor) za druhé světové války.

## Život do války
Narodil se v Brumovicích na Moravě. Vystudoval reálku v Brně. Poté nastoupil základní vojenskou službu, během které mu bylo nabídnuto studium na Vojenské akademii v Hranicích na Moravě. Tu ukončil v roce 1934 a byl zařazen jako poručík do hraničářského praporu č. 11 ve Štúrovu na Slovensku, kde sloužil tři roky. V květnu 1939 odešel přes Polsko do Francie. Byl zařazen do cizinecké legie a do napadení Francie sloužil v Alžíru.

## Za války
Během bitvy o Francii na jaře 1940 byl přeřazen z československé armády do letecké skupiny a po ústupu do Velké Británie se stal příslušníkem 311. československé bombardovací perutě (Bomber Command). V období od dubna 1941 do listopadu 1942 odlétal 15 misí jako střelec a 30 misí ve funkci navigátora. Od konce roku 1942 působil jako zpravodajský důstojník u No. 6 (C) OTU (operačně výcvikové jednotky), od srpna 1943 zastával tutéž funkci u 311. perutě. Po přeškolení na službu u dopravního letectva (Transport Command) začal počátkem roku 1944 létat jako navigátor postupně celkem u čtyř perutí RAF v hodnosti poručík letectva (F/Lt).
Za války nalétal celkem 671 hodin (na letounech Anson, Wellington, Liberator).
- Funkce: střelec, navigátor
- Útvary: 311. čs. bombardovací peruť, 511. (4. 6. 1944 – 27. 10. 1944),[3] 24. (22. 9. 1944 – 27. 10. 1944),[4] 167.  a 147. dopravní peruť RAF

## Po válce
Po návratu do osvobozené vlasti nastoupil v srpnu 1945 jako profesor navigace v Pilotní škole III v Olomouci, kde od října 1946 zastával funkci řídícího teoretického výcviku v hodnosti major letectva. V roce 1948 se podílel na výcviku izraelských letců na letišti v Olomouci. V únoru 1949 byl poslán na dovolenou a za několik týdnů z armády propuštěn. Poté pracoval jako tesař, od roku 1955 u Pozemních staveb, později jako skladník v Sigmě Lutín, od roku 1967 jako pracovník dispečinku u Krajské vojenské správy v Olomouci. Několik let pobýval i v Horce nad Moravou.
Po nemoci byl upoután na invalidní vozík. I přes všechny válečné zásluhy a protesty spolubojovníků mu byla zamítnuta žádost o přijetí do domova pro válečné veterány. Krátce před smrtí mu byla také zamítnuta žádost na umístění v hospicu olomoucké charity na Svatém Kopečku.